# Portret Juana Agustína Ceána Bermúdeza (ok. 1785)
Portret Juana Agustína Ceána Bermúdeza (hiszp. Retrato de Juan Agustín Ceán Bermúdez) – obraz olejny hiszpańskiego malarza Francisca Goi (1746–1828). Portret przedstawia Juana Agustína Ceána Bermúdeza (1749–1829), hiszpańskiego malarza, historyka i krytyka sztuki, a także długoletniego przyjaciela Goi. 

## Okoliczności powstania
Ceán Bermúdez należał do oświeceniowej arystokracji nazywanej ilustrados, był także malarzem i historykiem sztuki. Kolekcjonował ryciny i sztychy na podstawie znanych dzieł z różnych krajów i epok. Pełnił funkcję sekretarza Gaspara Melchora de Jovellanosa, później pracował dla finansisty François Cabarrusa. Przyjaźnił się także z poetą Moratínem. Wszystkie te postaci należały do kręgu przyjaciół i protektorów Goi, i zostały przez niego niejednokrotnie sportretowane. Prawdopodobnie to Jovellanos zlecił Goi namalowanie swojego współpracownika i przyjaciela, po tym jak malarz namalował jego udany portret. 
Znajomość artysty z Ceánem Bermúdezem zaowocowała ważnym zamówieniem na portrety dygnitarzy powstałego w 1782 Banku Narodowego San Carlos, instytucji finansowej poprzedzającej obecny Bank Hiszpanii. Za jego wstawiennictwem sześciu z ośmiu bankowych dygnitarzy wybrało Goyę na swojego portrecistę, powstał wtedy m.in. obraz Hrabia Cabarrus. W późniejszych latach Ceán Bermúdez brał czynny udział w publikacji rycin Goi, m.in. zbiorów Tauromachia i Okropności wojny.
Goya ponownie sportretował ok. 1786 z okazji jego ślubu, powstały wtedy obrazy Portret Juana Agustína Ceána Bermúdeza i Portret markizy Bermúdez.

## Opis obrazu
Ceán Bermúdez został przedstawiony w półpostaci, na czarnym tle. Ma na sobie ciemny kaftan i czerwoną kamizelkę. Trzymane w ręce książka i etui na ołówek nawiązują do jego zainteresowania sztuką. Jest to prosty portret mężczyzny o miłej fizjonomii, w którym brak podniosłości cechującej wizerunki innych arystokratów malowanych przez Goyę.

## Proweniencja
Portret należał do kolekcji Gaspara Melchora de Jovellanosa, namalowany prawdopodobnie w Madrycie, został później przeniesiony do rodzinnego miasta ministra, Gijón. Obraz figuruje w inwentarzu z 1826 sporządzonym po śmierci Baltasara Gonzáleza de Cienfuegos Jovellanosa, spadkobiercy protektora Goi. W latach 20. XX wieku odziedziczył go Luis Cienfuegos-Jovellanos Bernardo Quirós, I hrabia Cienfuegos. Obecnie znajduje się w kolekcji prywatnej w Hiszpanii; nie może zostać eksportowany ze względu na specyficzny dla krajów hiszpańskojęzycznych status Dobro Dziedzictwa Kulturowego (hiszp. BIC – Bien de Interés Cultural).